# Eleanor Everest Freer

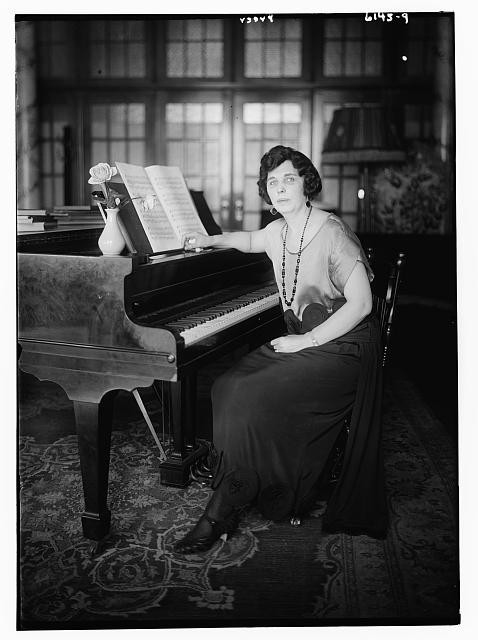
Eleanor Everest Freer

Eleanor Everest Freer (14. Mai 1864 in Philadelphia – 13. Dezember 1942 in Chicago) war eine US-amerikanische Komponistin und Philanthropin.

## Leben und Werk
Eleanor Everest war die Tochter von Cornelius Everest und Ellen Amelia (Clark) Everest. Sie studierte Gesang bei Mathilde Marchesi in Paris und war eine Kompositionsschülerin von Benjamin Godard. Nach ihrer Rückkehr in die Vereinigten Staaten unterrichtete sie Musik in Philadelphia und von 1889 bis 1991 am National Conservatory of Music of America in New York.
1891 heiratete sie Archibald Freer, einen Arzt aus Chicago. Nach ihrer Heirat lebte das Paar, es hatte eine Tochter, acht Jahre lang in Leipzig. 1899 übersiedelte die Familie nach Chicago, wo Eleanor Everest Freer Unterricht in Musiktheorie bei Bernhard Ziehn nahm.
Freer setzte sich für die Förderung einer eigenständigen und originalsprachigen Opernentwicklung in den Vereinigten Staaten ein und gründete im Jahr 1921 Opera in Our Language Foundation (OOLF). Gemeinsam mit ihrer Freundin Edith Rockefeller McCormick gründete sie im selben Jahr auch die American Opera Society of Chicago (AOSC).

## Werk
Das kompositorische Œuvre von Freer beruht auf klassischer tonaler Tonsetzung, „verziert mit Chromatik und Septakkorden“, wie Elise Kuhl Kirk in ihrem Buch American Opera schreibt. Zehn ihrer elf Opern wurden auch aufgeführt – durchwegs an bescheidenen Spielstätten von semiprofessionellen Ensembles, in Nachbarschaftszentren und an universitären Studentenbühnen.

### Oper
- The Legend of the Piper, Libretto: Josephine Preston Peabody, 1925 (U: Progress Club Music Department, South Bend, Indiana)
- Massimilliano, The Court Jester, Libretto: Elia Wilkinson Peattie, 1926 (U: University of Nebraska, Lincoln)
- The Chilkoot Maiden [oder: The Chilkoot Mandarin], nach einem eigenen Libretto, 1927 (U: Skagway, Alaska)
- A Christmas Tale, Libretto: Barret Harper Clark, Maurice Bouchor, 1929 (U: Houston, Texas)
- Joan of Arc, nach einem eigenen Libretto, 1929 (U: Junior Friends of Art, Chicago, Illinois)
- Frithjof, Libretto: Clement Burbank Shaw, Esaias Tegnér, 1929 (U: Illinois Women’s Athletic Club, Chicago, Illinois)
- The Masque of Pandora, 1930
- A Legend of Spain, nach einem eigenen Libretto, 1931 (U: Marwood Studios, Milwaukee, Wisconsin)
- Little Women, Libretto: Eleanor Everest Freer, Louisa May Alcott, 1934 (U: Musician’s Club of Women, Chicago, Illinois)
- The Brownings go to Italy, Libretto: George Arthur Hawkins-Ambler, 1938 (U: Arts Club, Chicago, Illinois)n[7]

### Lieder
- A Book of Songs, op. 4 (neun Lieder nach Texten von William Blake, Horatius Bonar, Robert Browning, John Donne, Robert Herrick und Thomas Hood)
- Five Songs to Spring
- Four Songs
- Six Songs to Nature
- Sonnets from the Portuguese (44 Lieder nach Texten von Elizabeth Barrett Browning)

### Orchesterwerke
- Four modern Dances, 1931
- Spanish Ballet Fantasy, 1935

### Autobiographie
- Recollections and Reflections of an American Composer, 1929